# Milan Badelj
Milan Badelj (n. 25 februarie 1989) este un fotbalist profesionist croat care joacă ca mijlocaș pentru Lazio și echipa națională a Croației.
A ajuns cu Croația până în finala Campionatului Mondial din 2018, în care echipa sa a fost învinsă de naționala Franței.

## Cariera pe echipe

### Primii ani
Milan Badelj a semnat cu Dinamo Zagreb un contract la vârsta de 17 ani, în 2007, imediat după ce acesta a plecat de la academia de tineret a rivalei lui Dinamo Zagreb din același oraș, NK Zagreb. Pentru sezonul 2007-2008, el a fost trimis împrumutului la echipa afiliată a lui Duinamo, Lokomotiva pentru a căpăta experiență la prima echipă. A jucat în 28 de meciuri și a marcat șapte goluri pentru Lokomotiva în al treilea eșalon croat.

### Dinamo Zagreb

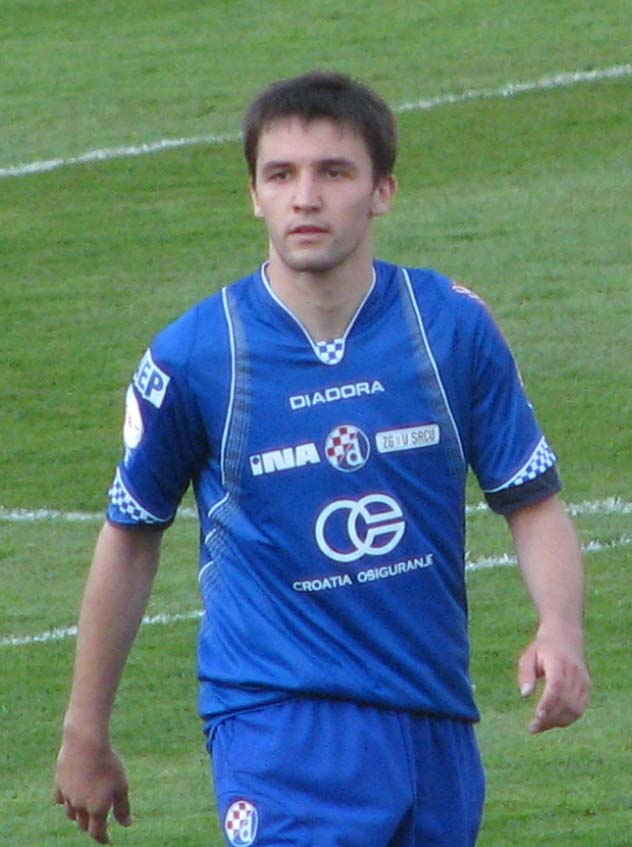
Badelj jucând pentru Dinamo Zagreb în aprilie 2009.

La o vârstă fragedă, Badelj a fost deja văzut ca posibil înlocuitor pentru Luka Modrić, un jucător cheie din echipa lui Dinamo Zagreb care a plecat la Tottenham Hotspur în 2008.
În 2008, Badelj a intrat în prima echipă și a devenit un jucător important. El și-a făcut debutul pentru Dinamo în calificările Ligii Campionilor împotriva clubului nord-irlandez Linfield. Apoi a debutat în campionat în prima etapă a sezonului 2008-2009 împotriva lui Rijeka, marcând primul gol în victoria cu 2-0. A terminat primul sezon cu Dinamo cu 31 de meciuri în campionat și 12 meciuri în Cupa UEFA.
Badelj a continuat să impresioneze încă de tânăr, devenind titular în sezonul 2009-2010. În martie 2011 a marcat un gol într-o victorie scor 2-0 în derby-ul împotriva marei rivale Hajduk Split. Badelj a continuat să facă meciuri impresionante și în sezonul 2010-2011, purtând chiar banderola căpitanului în câteva meciuri.
În sezonul 2011-2012, Badelj a fost unul dintre jucătorii-cheie din echipa lui Dinamo care a ajuns pentru prima dată în Grupele Ligii Campionilor după 12 ani. A jucat în toate cele șase meciuri din cadrul grupelor împotriva lui Real Madrid, Lyon și Ajax.
În ceea ce avea să fie ultima sa partidă de pe Stadionul Maksimir pentru Dinamo, într-un meci de playoff al Ligii Campionilor împotriva Mariborului din Slovenia, Badelj a marcat un autogol prin care echipa adversă a reușit să smulgă egalul în tur. În retur, Badelj s-a revanșat și a marcat golul victoriei.

### Hamburger SV

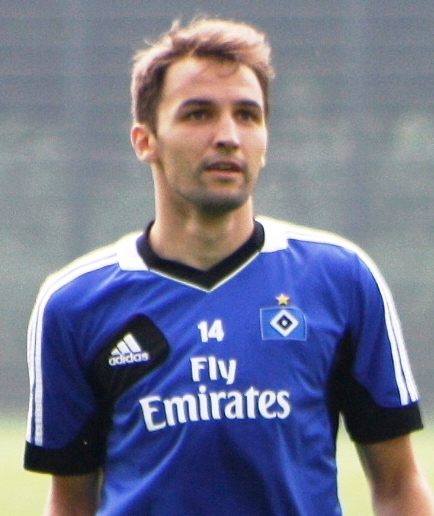
Badelj la HSV.

Badelj s-a transferat la Hamburger SV din Bundesliga în august 2012, plătindu-se în schimbul său o sumă de aproximativ 4,5 milioane de euro, potrivit presei croate. El și-a făcut debutul în campionat la scurt timp după semnarea contractului după ce a intrat într-un meci împotriva lui Werder Bremen. A devenit rapid titular, de regulă jucând ca playmaker în spatele liniei de trei. Badelj a marcat primul său gol în Bundesliga pe 27 noiembrie 2012, împotriva lui Schalke 04, într-o victorie cu 3-1.

### Fiorentina
Pe 31 august 2014, Badelj a fost transferat de echipa de Serie A, Fiorentina, pentru aproximativ 5 milioane de euro. După moartea lui Davide Astori, a fost numit căpitanul echipei.

### Lazio
Badelj a semnat cu Lazio pe 1 august 2018 din postura de jucător liber de contract. La 17 februarie 2019 a înscris primul gol pentru club într-o înfrângere 2-1 cu Genoa.

## Cariera la națională
În timpul carierei sale a jucat 63 de meciuri pentru naționalele de tineret, trecând pe la toate categoriile de vârstă de la U16 la U21.
În 2010, Badelj a fost selecționat pentru prima dată la echipa națională a Croației, fiind doar rezervă. Debutul său competitiv a venit în timpul unui meci de calificare la UEFA Euro 2012 împotriva Maltei; un meci pe care Croația l-a câștigat cu 3-1 pe 2 septembrie 2011, în care Badelj a marcat al doilea gol. A fost ales în lotul pentru UEFA Euro 2012; iar în mai 2014, a fost selecționat în lotul definitv care a făcut deplasarea la Campionatul Mondial FIFA 2014 din Brazilia, fiind convocat în urma unei accidentări a lui Ivan Močinić. Cu toate acestea, el a fost rezervă neutilizată și nu a mai apucat să joace deoarece Croația a fost eliminată în grupe. A fost chemat la lot pentru Campionatul European din 2016.
În mai 2018, Badelj a fost selecționat în lotul de 23 de jucători care au făcut deplasarea la Campionatul Mondial al FIFA din 2018 din Rusia. A înscris primul gol al turneului într-o victorie scor 2-1 asupra Islandei; ajutând Croația să obțină punctaj maxim. La 1 iulie, în rmeciul din șaisprezecimi cu Danemarca, meciul era egal, 1-1, și a fost decis la penaltiuri, cu Badelj ratând prima lovitură de pedeapsă a  Croației, dar echipa sa s-a calificat, marcând trei goluri, cu unul mai mult față de Danemarca.

## Statistici privind cariera

### Club
Până pe 29 aprilie 2019 
| Performanțe pe echipe | Performanțe pe echipe | Performanțe pe echipe | Campionat | Campionat | Cupă          | Cupă          | Altele  | Altele | Continental | Continental | Total   | Total  |
| Sezon                 | Club                  | Divizie               | Meciuri   | Goals     | Meciuri       | Goluri        | Meciuri | Goluri | Meciuri     | Goluri      | Meciuri | Goluri |
| Croatia               | Croatia               | Croatia               | Campionat | Campionat | Cupa Croației | Cupa Croației | Altele  | Altele | Europa      | Europa      | Total   | Total  |
| --------------------- | --------------------- | --------------------- | --------- | --------- | ------------- | ------------- | ------- | ------ | ----------- | ----------- | ------- | ------ |
| 2007–2008             | Lokomotiva (împrumut) | Treća HNL             | 28        | 7         | —             | —             | —       | —      | —           | —           | 28      | 7      |
| 2008–2009             | Dinamo Zagreb         | Prva HNL              | 31        | 4         | 7             | 1             | —       | —      | 12          | 1           | 50      | 6      |
| 2009–2010             | Dinamo Zagreb         | Prva HNL              | 27        | 11        | 2             | 1             | —       | —      | 11          | 2           | 40      | 14     |
| 2010–2011             | Dinamo Zagreb         | Prva HNL              | 29        | 6         | 8             | 3             | 1       | 0      | 11          | 0           | 49      | 9      |
| 2011–2012             | Dinamo Zagreb         | Prva HNL              | 24        | 3         | 6             | 2             | —       | —      | 12          | 1           | 42      | 6      |
| 2012–2013             | Dinamo Zagreb         | Prva HNL              | 2         | 1         | —             | —             | —       | —      | 6           | 1           | 8       | 2      |
| Germania              | Germania              | Germania              | Campionat | Campionat | DFB-Pokal     | DFB-Pokal     | Altele  | Altele | Europa      | Europa      | Total   | Total  |
| 2012–2013             | Hamburger SV          | Bundesliga            | 31        | 1         | —             | —             | —       | —      | —           | —           | 31      | 1      |
| 2013–2014             | Hamburger SV          | Bundesliga            | 29        | 1         | 4             | 0             | 2       | 0      | —           | —           | 35      | 1      |
| 2014–2015             | Hamburger SV          | Bundesliga            | 2         | 0         | 1             | 0             | —       | —      | —           | —           | 3       | 0      |
| Italia                | Italia                | Italia                | Campionat | Campionat | Coppa Italia  | Coppa Italia  | Altele  | Altele | Europa      | Europa      | Total   | Total  |
| 2014–2015             | Fiorentina            | Serie A               | 21        | 1         | 3             | 0             | —       | —      | 13          | 0           | 37      | 1      |
| 2015–2016             | Fiorentina            | Serie A               | 27        | 1         | 1             | 0             | —       | —      | 7           | 0           | 35      | 1      |
| 2016–2017             | Fiorentina            | Serie A               | 33        | 2         | 2             | 0             | —       | —      | 6           | 0           | 41      | 2      |
| 2017–2018             | Fiorentina            | Serie A               | 27        | 2         | 0             | 0             | —       | —      | —           | —           | 27      | 2      |
| 2018–2019             | Lazio                 | Serie A               | 19        | 1         | 1             | 0             | —       | —      | 2           | 0           | 22      | 1      |
| Total                 | Lokomotiva            | Lokomotiva            | 28        | 7         | 0             | 0             | 0       | 0      | 0           | 0           | 28      | 7      |
| Total                 | Dinamo                | Dinamo                | 113       | 25        | 23            | 7             | 1       | 0      | 52          | 5           | 189     | 37     |
| Total                 | HSV                   | HSV                   | 62        | 2         | 5             | 0             | 2       | 0      | —           | —           | 69      | 2      |
| Total                 | Fiorentina            | Fiorentina            | 108       | 6         | 6             | 0             | —       | —      | 26          | 0           | 140     | 6      |
| Total carieră         | Total carieră         | Total carieră         | 326       | 41        | 34            | 7             | 4       | 0      | 80          | 5           | 443     | 53     |

1. ↑  Meci în Supercupa Croației
2. ↑  Meciuri în play-offul pentru retrogradare

### Meciuri la națională
Până pe data de 11 iulie 2018
| Croația | Croația | Croația |
| An      | Meciuri | Goluri  |
| ------- | ------- | ------- |
| 2010    | 2       | 0       |
| 2011    | 1       | 1       |
| 2012    | 4       | 0       |
| 2013    | 2       | 0       |
| 2014    | 2       | 0       |
| 2015    | 6       | 0       |
| 2016    | 12      | 0       |
| 2017    | 6       | 0       |
| 2018    | 6       | 1       |
| Total   | 41      | 2       |

### Goluri la națională
Rubrica scor indică scorul după ce Badelj a marcat
| # | Dată              | Stadiom                                    | Adversar | Scor | Rezultat | Competiție                         |
| - | ----------------- | ------------------------------------------ | -------- | ---- | -------- | ---------------------------------- |
| 1 | 2 septembrie 2011 | Stadionul național Ta 'Qali, Attard, Malta | Malta    | 2 -0 | 3-1      | Calificările pentru UEFA Euro 2012 |
| 2 | 26 iunie 2018     | Rostov Arena, Rostov-pe-Don, Rusia         | Islanda  | 1 -0 | 2-1      | Campionatul Mondial din 2018       |

## Titluri

### Club
- Prima Ligă Croată : 2008-2009, 2009-2010, 2010-2011, 2011-2012
- Cupa Croației: 2008-2009, 2010-2011, 2011-2012
- Supercupa Croației: 2010
- Coppa Italia: 2018-2019

### Internațional
Croația
- Campionatul Mondial: 2018[26]

### Individual
- Speranța anului în fotbalul croat: 2009

### Decorații
- Ordinul ducele Branimir cu panglică: 2018[27]